# 内卡韦斯特海姆
内卡韦斯特海姆是德国巴登-符腾堡州的一个市镇。总面积13.97平方公里，总人口3528人，其中男性1789人，女性1739人（2011年12月31日），人口密度253人/平方公里。该地建有内卡韦斯特海姆核电站。